# Hilara depressa
Hilara depressa är en tvåvingeart som beskrevs av Yang och Li 2001. Hilara depressa ingår i släktet Hilara och familjen dansflugor. Inga underarter finns listade i Catalogue of Life.